# Aeroporto di Bacolod-Silay
L'aeroporto di Bacolod-Silay (tagallo: Paliparang Pandaigdig ng Bacolod-Silay, hiliganon: Pangkalibutan nga Hulugpaan sang Bacolod-Silay) (IATA: BCD, ICAO: RPVB) è un aeroporto filippino definito come principale di classe 1. dalle autorità aeronautiche filippine e situato nel territorio di Silay sull'isola di Negros, a circa 20 chilometri a est-nord-est della città di Bacolod, nella regione del Visayas Occidentale. La struttura è dotata di una pista di asfalto lunga 1956 m, l'altitudine è di 8 m, l'orientamento della pista è RWY 4-22. L'aeroporto è aperto al traffico commerciale.

## Storia
L'aeroporto attuale di Bacolod-Silay viene inaugurato il 18 gennaio 2007 in sostituzione della struttura cittadina vecchia di 72 anni, ormai completamente inglobata nel tessuto urbano della città di Bacolod e quindi inadatta in termini di sicurezza e da cui mutua i codici ICAO e IATA.
Significativo fu, in tema di sicurezza, l'episodio del Sugarland Hotel, che tuttora sorge proprio in testa alla pista del vecchio aeroporto, a cui fu imposta la demolizione del terzo piano per via della difficoltà da parte degli aeromobili di abbassarsi in fase di atterraggio senza toccare le strutture del tetto dell'albergo. Dopo una lunga battaglia legale, nel dicembre 2007, lo Air Transportation Office (ATO) e l'amministrazione di Bacolod furono condannati a rifondere i danni all'albergo danneggiato.
Il trasferimento dell'aeroporto dalla città di Bacolod a quella della vicina città di Silay è stato oggetto, negli anni, di forti attività di lobbying e di vivaci discussioni all'interno della amministrazioni pubbliche locali, divise in due fazioni: da una parte l'amministrazione della città di Bacolod che voleva fortemente il mantenimento dell'aeroporto e dall'altra parte l'amministrazione di Silay che premeva fortemente per la costruzione della nuova struttura sul proprio territorio. Emblematico il fatto che l'allora sindaco di Bacolod, Evelio Leonardia, non venne neppure invitato alla cerimonia di inaugurazione della nuova struttura.
L'aeroporto sorge su un'area di 187 ettari precedentemente coltivata a canna da zucchero (voce trainante dell'economia del Negros Occidental): il primo volo commerciale ad essere atterrato nel nuovo aeroporto fu il volo 5J473 di Cebu Pacific da Manila e operato da un Airbus A319-100, atterrato alle 5,22 del mattino del 18 gennaio 2007.
La costruzione della nuova struttura, costata 5,6 miliardi di pesos e avviata nell'agosto del 2004, rientra in un più ampio progetto di miglioramento dei servizi promosso dal Ministero dei Trasporti filippino e ha come principale scopo l'apertura di nuovi flussi turistici a favore delle aree di Negros e di Cebu.